# Porphyrinia numida
Porphyrinia numida är en fjärilsart som beskrevs av Lucas 1848. Porphyrinia numida ingår i släktet Porphyrinia och familjen nattflyn. Inga underarter finns listade i Catalogue of Life.